# Materiale
 Denne artikel omhandler marteriale inden for konstruktionens verden. Opslagsordet har også en anden betydning, se Materiale (brochure).
 For alternative betydninger, se Stof.
Et materiale er et element i en konstruktion inden for produktion eller fabrikation. Det kan også blive kaldt for stof eller råemne.
Groft sagt er det den masse, der skal bearbejdes for at få et (del)resultat (produkt).

## Etymologi
Ordet kommer af nylatin materiale, egentlig intetkøn af materialis, afledt af materia 'stof, tømmer'; på dansk blev ordet indtil ca. 1800 kun brugt i pluralis